# Katsuya Terada
Katsuya Terada (寺田 克也, Terada Katsuya) est né le 7 décembre 1963  à Tamano dans la préfecture d'Okayama, au Japon. Il est character designer, illustrateur et auteur de bande dessinée japonaise.
Son pseudonyme est Roi du Rakugaki (ラクガキング, Rakugakingu, "Doodle King"), rakugaki (落書き, らくがき) est traduit par graffiti ou gribouillage mais correspond au dessin saisi ou pris en note dans un carnet, sur le moment.

## Œuvre

### Recueils d'illustrations
- (ja) Katsuya Zenbu, Kodansha, 1999 (ISBN 9784063300833)
- (ja) Terra's Cover Girls, Wani Magazine, 2000
- (ja) Rakugaki, Mosh Books, 2002

### Manga
- Sayûkiden, l'étrange voyage vers l'occident, vol. 1, Éditions Delcourt, coll. « Seinen », octobre 2002 (ISBN 978-2-84055-976-4). Publié au Japon en 1995 par Kodansha.

## Sources